# Coves d'Acsibi
Les Coves d'Acsibi es troben a 15 km de la localitat de Seclantás, dins les Valls Calchaquís, a la província de Salta, al nord de l'Argentina.
El seu nom Acsibi, que en cacan significa 'lloc de foc' es deu als colors roigs intensos i a la gran quantitat de llamps que cauen a l'àrea en dies de tempesta. S'han trobat pipes antigues fetes de ceràmica molt fina i s'intueix que les comunitats de la zona, els sicha i malcachisco, realitzaven a l'indret cerimònies i rituals.
La vall, dotada d'una geomorfologia única i de gran valor arqueològic, on poden trobar-se pintures rupestres, amb formacions de gres inèdites (semblants a una espelma fosa) i una gran diversitat de colors que van del gris al roig intens, formava part del Camí de l'Inca.
Aquest gran congost natural ofereix una molt bona ruta per a la realització de tresc, perquè les parets dels penya-segats van canviant de formes fins a tornar-se cada vegada més estretes i formar túnels i coves.
La conca de Molinos, que pel seu cabal aqüífer continu produeix una franja de terres fèrtils en un paisatge escarpat i àrid, fou aprofitada durant l'època ameríndia per la tribu Malcachisco, que, segons estudis, indiquen un rang d'ocupació per al lloc d'entre 700 abans de la nostra era i el 1500.
La geomorfologia particular de l'àrea i les formacions resultants aportaren una diversitat de roques d'importància per a l'aprofitament de les societats ameríndies, com ara per a la producció de terrisseria, puntes de fletxes, etc., que s'usaven en tasques domèstiques i quotidianes.
Les comunitats que visqueren a la vall durant els darrers segles d'ocupació ameríndia van desenvolupar una complexa organització social, política i econòmica dins la qual l'organització de la producció lítica constituïa part dels seus interessos.
Aquesta tribu Calchaquí fou una de les que encapçalaren l'alçament de 1630, lluitant valentament contra l'invasor espanyol.
Hui habiten en el lloc pumes, llames i còndors, que s'hi poden veure amb molta facilitat.
En aquestes coves rogenques úniques, es poden observar els feixos de llum que s'escolen entre les coves per badalls mínims i els canvis de coloració de les roques mentre avancen les hores cap al vespre.

## Accés

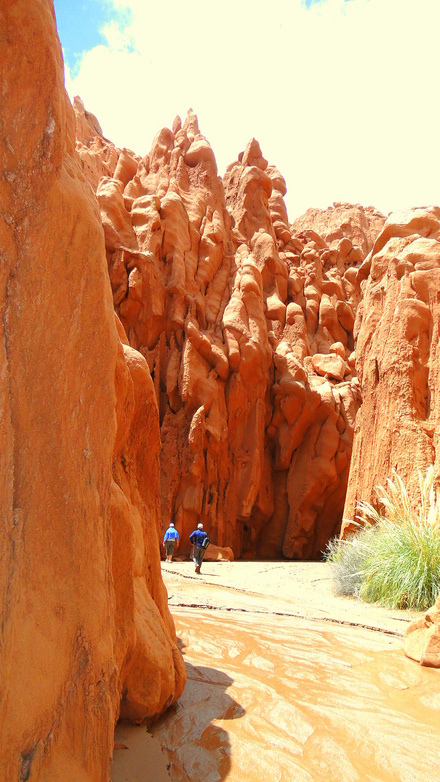
Camí a les coves

Les coves no tenen un accés fàcil: no hi ha cap ruta ni camí consolidat fins al lloc.
Travessat túnels estrets i després de fer un tresc de 2 h (o 4 km) si fa no fa, el congost s'estreny fins a formar aquestes coves amb les més estranyes formes.